# 다타라촌
다타라촌(일본어: 多々良村)은 일본 군마현 오라군에 설치되었던 촌이다. 현재의 다테바야시시의 일부에 해당한다.

## 참고 문헌
- 角川日本地名大辞典編纂委員会, 『角川日本地名大辞典 10 群馬県』1988, 角川書店